# Koura Kaba Fantoni
Pour les articles homonymes, voir Fantoni.
Koura Kaba Fantoni (né le 28 août 1984 au Zaïre, l'actuelle République démocratique du Congo) est un athlète italien, spécialiste du sprint.

## Biographie
Koura Kaba Fantoni mesure 1,93 m pour 78 kg. Arrivé en Italie à l'âge de 3 ans, il a grandi à Turin et à Mondovi où il a été entraîné puis adopté par Milvio Fantoni. Il a obtenu la nationalité italienne en 2002.
Il a remporté les championnats italiens à Padoue en juillet 2007, avec le même temps que le second Fabio Cerutti, 10 s 57 (avec un vent défavorable de 2,6 m/s).
- 100 m : 10 s 28 en 2004
- 200 m : 1er en 20 s 58 (1) 0.1 à Bressanone, le 26 juin 2005